# Dingo (группа)
Dingo (Ди́нго) — финская рок-группа, популярная в 1980-е годы.

## История
Группа Dingo была образована в 1982 году. Лидером и ведущим вокалистом группы стал Пертти Нойманн (Pertti Neumann). Группа сразу стала отличаться особым стилем исполнения, сочетая меланхоличный вокал с приятными рок-мелодиями. Кроме того, в отличие от многих известных финских рок-групп, Dingo сразу стали исполнять свои песни на финском языке, а не на английском. Первым хитом группы стала песня Autiotalo («Пустой дом»), выпущенная также в англоязычной версии под названием A House Without a Name. Вскоре группа Dingo быстро стала одной из самых популярных рок-групп Финляндии и вызвала настоящий бум поклонников в своей стране (так называемую «дингоманию»).
В 1986 году группа распалась. В 1993 году члены группы на короткое время собрались вместе для записи песни Perjantai («Пятница») и сборника своих старых песен Sinä ja minä («Ты и я»), в который вошла и данная новая композиция. В следующем году вышел их новый альбом Via Finlandia, наиболее популярными песнями из которого оказались Elämäni sankari («Герой моей жизни») и Nähdään taas («Прощай снова»). После записи альбома музыканты группы, ко всеобщему удивлению, вновь разошлись.
В 1998 году произошло воссоединение группы, а в начале 2000-х годов значительно поменялся её состав. Из первоначального состава группы фактически остался только лидер группы Пертти Нойманн, остальные люди были новыми. В таком обновлённом составе группа периодически даёт концерты в разных городах Финляндии.
В 2005 году, после почти 10 лет перерыва, группа Dingo выпускает новую композицию — сингл Musta leski («Чёрная вдова»), а затем и целый альбом Purppuraa («Пурпур»).

## Дискография
- Nimeni on Dingo (Меня зовут Динго, 1984)
- Kerjäläisten valtakunta (Царство нищих, 1985)
- Pyhä klaani (Священный клан) (1986)
- Via Finlandia (Виа Финляндия, 1994)
- Purppuraa (Пурпур, 2005)
- Humisevan harjun paluu (2008)